# سكين مفرطة
سكين مفرطة (بالكورية: 하이퍼 나이프) هو مسلسل كوري جنوبي، من بطولة سول كيونغ جو، بارك اون-بين، يون تشانغ-يونغ، بارك بيونغ-اون. عرض على ديزني+ في 19 مارس الى 9 أبريل 2025، وتم اصدار حلقتين كل يوم الاربعاء بمجموع 8 حلقات.

## القصة
ديوك هي (سول كيونغ-جو) هو أفضل جراح أعصاب في العالم. في الماضي، كان لديه تلميذة اسمها سي-أوك (بارك أون-بين). لقد كانت طبيبة موهوبة، لكن مشاعر ديوك هي كانت متضاربة تجاهها. ثم، أثناء إجراء العملية، طردها بشكل دائم من غرفة العمليات الخاصة به.
على الرغم من أن سي-اوك كانت تُعرف سابقًا بالطبيبة العبقرية، إلا أنها تعمل الآن كطبيبة ظل في غرفة عمليات غير قانونية. بطريقة ما، تلتقي بمعلمها السابق ديوك هي مرة أخرى. كان هو الذي ركلها إلى القاع. يواجه هذان جراحا الأعصاب المجنونان والموهوبان بعضهما البعض وينموان من خلال ذلك.

## طاقم
- بارك اون بين في دور جونغ سي أوك[3]

طبيبة الظل التي كانت تلقب "بجراح الأعصاب العبقري.
- سول كيونغ غو في دور تشوي ديوك هي[3]

جراح أعصاب ومعلم سي أوك السابق.
- يون تشان يونغ في دور سيو يونغ جو[3]

حليف سي أوك الذي يقف بجانبها دائمًا
- بارك بيونج إيون بدور هان هيون هو[3]

طبيب التخدير.

## الإنتاج
المسلسل من كتابة كيم سون-هي التي كتبت الجزء الاخيرة من اختبار الالهة (2018)، ومن اخراج كيم جونغ-هيون اعماله مواطنيّ الأعزاء (2019)، حب مجنون (2022). ايقاظ (2022). وانتاج استوديوهات سي جاي بتعاون مع شركة دونغ-بونغ المحدودة واستوديو بلاد، لصالح منصة ديزني+.

## روابط خارجية
- سكين مفرطة على موقع IMDb (الإنجليزية)
- سكين مفرطة على موقع فيلمافينيتي (الإسبانية)
- سكين مفرطة على موقع قاعدة بيانات الفيلم (الإنجليزية)
- سكين مفرطة على هانسينما